# 中国人民政治协商会议浙江省委员会
中国人民政治协商会议浙江省委员会，简称浙江省政协或政协浙江省委员会，是中华人民共和国浙江省的政治协商机构。

## 历届领导

### 第一届
- 任期：1955年2月－1958年11月
- 主席：江华
- 副主席：杨思一、何燮侯、林枫、宋云彬、汤元炳、余纪一

### 第二届
- 任期：1958年11月－1964年9月
- 主席：江华
- 副主席：李丰平、何燮侯、林枫、汤元炳、余纪一、徐赤文、吴化文、陈伟达（1961年11月－）、王琎（1961年11月－）、吴山民（1961年11月－）

### 第三届
- 任期：1964年9月－1977年12月
- 主席：江华
- 副主席：陈伟达、毛齐华、汤元炳、余纪一、王琎、吴山民、唐巽泽

### 第四届
- 任期：1977年12月－1983年4月
- 主席：铁瑛 → 毛齐华（1979年12月－）
- 副主席：陈伟达、陈冰、毛齐华、吴宪、何克希、汤元炳、余纪一、林辉山、陈立、蔡堡、李蓝炎、吴又新、王季午、周庆祥、杨海波、陈礼节、江希明、崔东伯、薛驹（1979年12月－）、张忍之（1979年12月－）、彭瑞林（1979年12月－）、何志斌（1979年12月－）、朱之光（1981年5月－）、周春晖（1981年5月－）、冯梯云（1981年5月－）

### 第五届
- 任期：1983年4月－1988年1月
- 主席：王家扬
- 副主席：汤元炳、张忍之、蔡堡、吴又新、朱之光、陈礼节、江希明、孙章录、何志斌、周春晖、冯梯云、蒋次升、邱清华、曹萱龄（1984年逝世）、詹少文（1984年6月－）、王承绪（1985年6月－）、丁德云（1985年6月－）、杨士林（1986年5月－）、厉德馨（1987年5月－）、苏纪兰（1987年5月－）

### 第六届
- 任期：1988年1月－1993年1月
- 主席：商景才
- 副主席：汤元炳、厉德馨、吴又新、何志斌、周春晖、蒋次升、邱清华、詹少文、王承绪、丁德云、李朝龙、苏纪兰、薛艳庄

### 第七届
- 任期：1993年1月－1998年1月
- 主席：刘枫
- 副主席：孙家贤、汪希萱、陈法文、吴仁源、詹少文、丁德云、苏纪兰、薛艳庄、阙端麟、耿典华、张克健、汤元炳（1995年4月逝世）

### 第八届
- 任期：1998年1月－2003年1月
- 主席：刘枫
- 副主席：龙安定、耿典华、丁德云、陈文韶、阙端麟、李青、汪希萱、程炜、王务迪、陈昭典

### 第九届
- 任期：2003年1月－2008年1月
- 主席：李金明
- 副主席：龙安定、李青、陈昭典、张蔚文、王玉娣、吴国华、徐鸿道、彭图治、冯培恩、徐冠巨

### 第十届
- 任期：2008年1月－2013年1月
- 主席：周国富
- 副主席：楼阳生、盛昌黎、徐冠巨、王永昌、陈艳华、黄旭明、徐辉、姚克、冯明光
- 秘书长：黄旭明（兼）

### 第十一届
- 任期：2013年1月－2018年1月
- 主席：乔传秀
- 副主席：陈加元、陈艳华、姚克、汤黎路、张鸿铭、张泽熙、陈小平、吴晶、蔡秀军
- 秘书长：孙文友

### 第十二届
- 任期：2018年1月－2023年1月
- 主席：葛慧君（－2022年1月） → 黄莉新（2022年1月－）
- 副主席：孙景淼（－2022年1月）、郑继伟、张泽熙（－2022年1月）、陈小平、吴晶、蔡秀军、陈铁雄、马光明、周国辉、王昌荣（2022年1月－）、裘东耀（2022年1月－）
- 秘书长：金长征

### 第十三届
- 任期：2023年1月－
- 主席：黄莉新（女，－2024年1月9日）、廉毅敏（2024年1月25日－）
- 副主席：王昌荣、朱从玖（－2023年5月）、陈小平、蔡秀军、成岳冲、陈擎苍、张学伟、叶正波、尹学群（2024年1月25日－）
- 秘书长：陈东凌